# Сфагнові (порядок)
Торфовикальні, Сфагнові (Sphagnales) — порядок мохів класу сфагнопсиди (Sphagnopsida).

## Класифікація
Порядок включає чотири сучасних роди з трьох родин:
- Ambuchananiaceae(інші мови)
  - Ambuchanania(інші мови)
  - Eosphagnum(інші мови)
- Flatbergiaceae(інші мови)
  - Flatbergium(інші мови)
- Сфагнові (Sphagnaceae)
  - Сфагнум (Sphagnum)